# Fabri Fibra
Fabri Fibra, właściwie Fabrizio Tarducci (ur. 17 października 1976 w mieście Senigallia we Włoszech) – włoski raper.

## Życiorys
W 1995 roku nagrał swoje pierwsze demo. Z pomocą DJ Lato, beatmakera i Deejeya w 1996 roku wyprodukowali Underground CD pod tytułem Del mare quest'el gruv. W 1999 roku Fabri i Lato wyprodukowali LP Sindrome Di Fine Millennio (Syndrom końca milenium), wraz z El Presidente (Esa), Inoki, Joe Cassano i jego bratem Nesli.
W 2000 roku założył wytwórnię płytową Teste Mobili Records.
W 2002 roku wydał pierwszy solowy album zatytułowany Turbe Giovanili. Napisał i nagrał wszystkie teksty, a nad całością pieczę sprawował Neffa. Rok później wydał Lato e Fabri Fibra, będący zwieńczeniem współpracy Fabrizio i DJ Lato. Oprócz tych płyt wydał również solową płytę Mr. Simpatia i Tradimento oraz trzy inne, z Uomini di Mare.

### Tradimento
Tradimento, trzecia i najpopularniejsza do tej pory płyta wykonawcy, wydana została 6 czerwca 2006 roku. Pierwszy singel na tej płycie - Applausi Per Fibra, został wydany 4 kwietnia tego samego roku. Pozostałe single to Su Le Mani, Mal Di Stomaco, Idee Stupide. Album produkował młodszy brat artysty, Nesli (12 z 17 utworów) oraz Fish i DJ Nais.

### Współpraca z polskimi artystami
Fabri Fibra wystąpił gościnnie na płycie Dziś w moim mieście polskiego duetu hip-hopowego Pezet/Małolat w utworze „Hip Hop robi dla mnie”.

## Dyskografia

### Albumy solowe
- 2002 - Turbe giovanili
- 2004 - Mr. Simpatia
- 2006 - Tradimento
- 2006 - Tradimento platinum edition + Pensieri scomodi (street album)
- 2007 - Bugiardo
- 2008 - Bugiardo² : New Edition
- 2009 - Chi vuole essere Fabri Fibra?
- 2010 - Controcultura
- 2013 - Guerra e pace
- 2015 - "Squallor"
- 2017 - "Fenomeno"

### Z Uomini di Mare
- 1996 – Del mare quest'el gruv
- 2000 – Sindrome di fine millennio
- 2004 – Lato & Fabri Fibra

### Inne
- 1997 – Il rapimento del Vulplà
- 2000 – Teste Mobili – Dinamite Mixtape
- 2001 – Basley Click – The Album